# Datas comemorativas

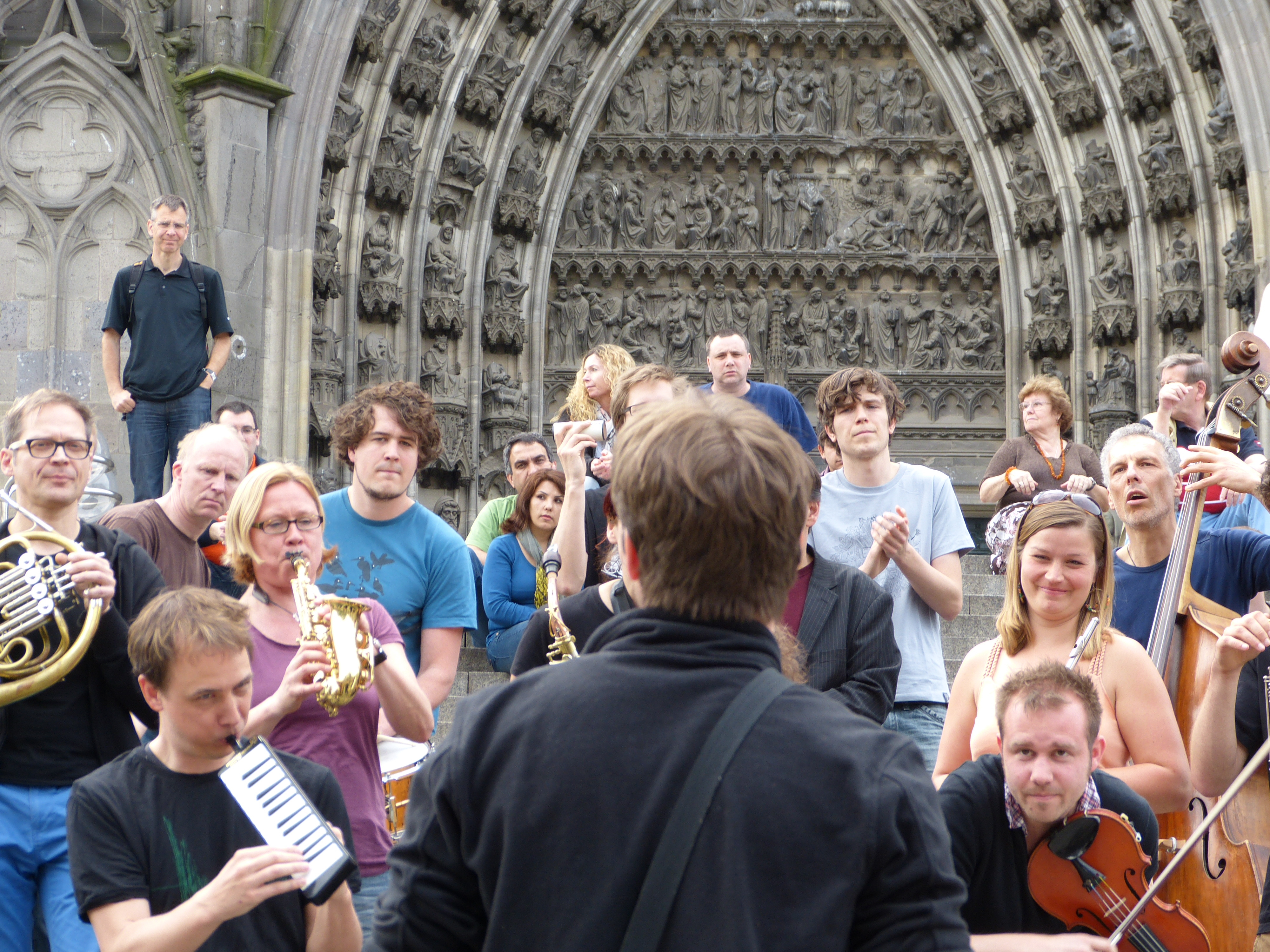
Dia Internacional do Jazz (30 de Abril de 2012), na Catedral de Cologne. As expressões dos músicos evocam um sentimento festivo e de comemoração da ocasião.

Datas comemorativas são datas escolhidas para relembrar eventos históricos, conquistas importantes ou lutas que ainda estão sendo travadas por um grupo. Muitas delas possuem alcance internacional enquanto outras podem ser especificas para um país ou região.
Dependendo da relevância da data para o país, o governo pode declarar feriado ou ponto facultativo.

## Internacionais

### Dia mundial da paz
O Dia Mundial da Paz, celebrado a 1 de janeiro, foi instituído pelo Papa Paulo VI em 1967.
É também conhecido como Réveillon, Dia de Ano Novo e como Solenidade de Santa Maria, Mãe de Deus.
O Dia Internacional da Paz comemora-se também a 21 de setembro.

### Dia internacional da mulher
Celebrado anualmente em 8 de março e relembra uma manifestação envolvendo empregadas ocorrida em 1957 na cidade de Nova Iorque por melhores condições de trabalho.

### Dia internacional dos direitos do consumidor
Celebrado anualmente em 15 de março para lembrar o ato do presidente americano John Kennedy enviou ao congresso americano uma mensagem em defesa do direito dos consumidores, o que abriu caminho para as atuais leis de proteção ao consumidor.

### Dia internacional contra a discriminação racial
Celebrado anualmente em 21 de março para lembrar o Massacre de Sharpeville na África do Sul. Nesta ocasião uma manifestação pacífica de negros foi reprimida duramente resultando na morte de 69 pessoas e 180 feridos.

### Dia mundial da água
Celebrado anualmente em 22 de março, instituído pela ONU para lembrar das ações a serem tomadas segundo a Agenda 21.

### Dia mundial da saúde
Celebrado anualmente em 7 de abril, instituído pela Organização Mundial da Saúde em 1948 para enfatizar questões de saúde pública.

### Dia do trabalho
Celebrado anualmente em 1 de maio e relembra manifestações ocorridas em 1886 e 1881 em Chicago e em Paris de trabalhadores reivindicando a redução da jornada de trabalho para oito horas, ambas duramente reprimidas.

### Dia da Cruz Vermelha
Celebrado anualmente em 8 de maio no aniversário do fundador da Cruz Vermelha, Jean Henri Dunant.

### Dia Mundial Sem Tabaco
O Dia Mundial sem Tabaco é assinalado anualmente a 31 de maio e visa contribuir para proteger as gerações presentes e futuras, cumulativamente das consequências patológicas devastadoras para a saúde individual e coletiva e também, para proteger da destruição social, ambiental e económica causada pela utilização do tabaco e da exposição ao tabaco, que resulta numa epidemia mundial.

### Dia das mães
Celebrado anualmente no segundo domingo do mês de maio no Brasil. Em outros países é celebrado em outras datas fixas ou móveis. Relembra a homenagem que a americana Anna Jarvis fez a sua mãe falecida, homenagem estendida a todas as mães.

### Dia mundial do orgulho pagão
Todos que seguem as religiões de perspectiva pagã, ou simplesmente não monoteístas, celebram oficialmente em 23 de setembro. Inclusive no Brasil.

### Dia Mundial da Televisão
Celebrado anualmente em 21 de novembro, foi instituído pela Organização Mundial da Saúde, em 1996, para promover o intercâmbio mundial de programas sobre paz, segurança, desenvolvimento econômico e questões sociais e culturais.

### Dia do combate contra a AIDS
Celebrado anualmente em 1 de dezembro, foi instituído pela Organização Mundial da Saúde para lembrar o combate da AIDS.

### Dia internacional do voluntário
Celebrado anualmente em 5 de dezembro, foi instituído em Assembleia Geral da ONU para valorizar o trabalho voluntário.

### Dia Internacional da Aviação Civil
Celebrado anualmente em 7 de dezembro, foi instituído pela Organização Mundial da Saúde, em 1996, para reconhecer a importância da aviação, especialmente as viagens aéreas internacionais, para o desenvolvimento social e econômico.

### Dia mundial dos direitos humanos
Celebrado anualmente em 10 de dezembro, foi instituído em Assembleia Geral da ONU. Relembra o aniversário da assinatura da Declaração Universal dos Direitos Humanos.

## Brasileiros

### Dia dos Idosos
Celebrado no segundo domingo do mês de março em homenagem aos ensinamentos e contribuições da pessoa da terceira idade. As festas são realizadas com palestras e entregas der presentes aos avós em todo o país desde a sanção da lei 10 741/2003.

### Dia da consciência negra
Celebrado anualmente no dia 20 de novembro, relembra a inserção social a luta contra a discriminação dos negros no Brasil. Ocorre no dia da morte de Zumbi dos Palmares em 1695.

### Dia das crianças
Celebrado anualmente no dia 12 de outubro. Apesar de ser uma data comemorativa instituída em 1920, passou a ganhar importância atualmente com a relevância para o movimento no comércio.

### Independência do país
Celebrado anualmente no dia 7 de setembro relembrando a declaração da independência do Brasil de Portugal que ocorreu em 1822. Nesta data é decretado feriado em todo o país.

### Proclamação da república
Celebrado anualmente no dia 15 de novembro relembrando a proclamação da república no Brasil que ocorreu em 1889, encerrando o governo monárquico instaurando a república. Nesta data é decretado feriado em todo país.

### Independência da Bahia
Celebrado anualmente no dia 2 de junho relembrando a independência da Bahia que foi um movimento social e militar iniciado a 19 de fevereiro de 1822 e terminou a 2 de julho de 1823. Os habitantes do estado estavam cansados de pagar impostos à coroa portuguesa assim como de sustentar os seus luxos. Depois do dia 7 de setembro de 1822 quando foi proclamada a independência do Brasil, alguns membros da corte se recusavam a sair da Bahia. Foi então que ocorreu a revolta em prol da emancipação do estado em relação aos portugueses e consolidação da independência do Brasil na Bahia. Nesta dia é comemorado como data histórica em todo o país pela Lei Nº 12 819, de 5 de Junho de 2013.

### Tiradentes
Celebrado anualmente no dia 21 de abril relembrando o martírio de Joaquim José da Silva Xavier, também conhecido como Tiradentes por sua profissão de dentista, condenado a morte na forca por sua participação na Inconfidência Mineira. Nesta data é decretado feriado em todo país.

### Profissões
O Brasil adota datas variadas para as diversas categorias profissionais, dos quais:
- Dia do Administrador - 9 de Setembro, por ser a data de assinatura da Lei n° 4 769, de 9 de Setembro de 1965, que criou a profissão do Administrador.[1]
- Dia do Advogado - 11 de agosto (por ter sido a data que, em 1827, o Imperador Dom Pedro I instituiu, através de decreto, os primeiros cursos jurídicos no Brasil – em Olinda e São Paulo, comemorado por acadêmicos de Direito como Dia da Pendura).[2] Em Portugal e no resto do mundo é celebrado a 19 de Maio.
- Dia do Bibliotecário - 12 de março.
- Dia do Engenheiro Agrônomo - 12 de outubro (dia em que, no ano de 1933, pelo Decreto presidencial nº 23 196, a profissão veio a ser reconhecida no país).[3]
- Dia do Engenheiro Eletricista - 23 de novembro (dia em que, no ano de 1913, foi fundado o Instituto Eletrotécnico de Itajubá. Várias outras boas escolas de engenharia elétrica foram criadas posteriormente, a maioria das vezes utilizando-se do conhecimento, do exemplo e até dos recursos humanos formados na Escola de Itajubá.). Decretado pela Lei Nº 12 074, de 29 de Outubro de 2009.
- Dia do Engenheiro - 11 de dezembro, no Brasil.
- Dia do Físico - 19 de maio
- Dia do Fisioterapeuta e Terapeuta Ocupacional - 13 de outubro. A escolha da data foi em decorrência da aprovação do Decreto Lei nº 908/69, publicado na mesma data, regulamentando a profissão. Além desse, em 1975 foi aprovada a Lei nº 6 316, em caráter federal, outorgando direitos e deveres a esses profissionais e suas responsabilidades.
- Dia do Médico - 18 de outubro.
- Dia do Médico Veterinário - 9 de setembro.[4]
- Dia do Professor ou Dia do Mestre - 15 de outubro[5]
- Dia do Profissional de Educação Física - 1 de setembro.[6]
- Dia do Psicólogo - 27 de agosto, no Brasil.
- Dia do Psicomotricista -  19 de abril. Data da fundação da Sociedade Brasileira de Psicomotricidade

## Anos Internacionais da ONU
- 2010 Ano Internacional da Biodiversidade
- 2010 Ano Internacional da Juventude
- 2011 Ano Internacional das Florestas
- 2012 Ano Internacional das Cooperativas
- 2013 Ano Internacional da Quinoa[7]
- 2014 Ano Internacional da Agricultura Familiar